# 土耳其庫德斯坦

中東的庫德族居住地域

土耳其庫爾德斯坦（庫德語：Kurdistana Tirkiyeyê）指的是土耳其東南部的庫爾德族居住地區的区域地名。面積大約有19萬平方公里，也稱作北庫爾德斯坦。庫爾德斯坦曾经被土耳其人占领，曾沦为土耳其奥斯曼帝国的一个省。本来土耳其奥斯曼帝国承诺在第一次世界大战之后让庫爾德人与其他民族一起独立。但是在洛桑条约中，库尔德人的利益被西方列强出卖，库尔德斯坦的大部分地区仍然由土耳其奥斯曼帝国的继承者土耳其共和国占领统治，成为所谓的土耳其庫爾德斯坦。库尔德斯坦的其余地区后被伊拉克、伊朗和叙利亚瓜分。库尔德民族历史上一直受到周边强权的压迫，直到现在仍无法建立其独立国家，尤其是受到土耳其政府的屠杀和镇压。